# Nicky Katt
Nicky Katt (Acapulco, 11 de mayo de 1970-Burbank, 12 de abril de 2025) fue un actor mexicano-estadounidense, conocido por su papel del profesor Harry Senate en Boston Public, serie dramática de FOX. Su madre era una estadounidense diseñadora de vestuario para cine y su padre era un mexicano perteneciente a la banda de rock El Klan.

## Carrera artística
Coprotagonizó y recibió considerables críticas por películas como El halcón inglés y subUrbia. También tuvo pequeños roles, como en Dazed and Confused y A Time to Kill junto a Matthew McConaughey. Participó de la exitosa Sin City, en la que hizo un pequeño papel como Stuka, un secuaz de Manute (Michael Clarke Duncan), quien tiene una esvástica tatuada en la frente.
Originalmente sería quien protagonizaría The Evidence, serie de ABC, pero fue remplazado por Rob Estes. Se había interesado por la actuación de niño, apareciendo en Gremlins y también como el hijo de Marc Singer en la serie televisiva V.

## Vida personal
Katt estuvo casado con Annie Morse desde 1999 hasta su divorcio en 2001. Residió en Ben Lomond, California, durante sus últimos años, donde cuidó de su madre hasta su fallecimiento en 2023.

## Fallecimiento
Katt fue encontrado muerto a los 54 años por su casero, quien fue a cobrarle el alquiler atrasado el 8 de abril de 2025, en su casa en Burbank, California. Se había suicidado por ahorcamiento y parecía haber estado muerto varios días antes de que se descubriera su cuerpo.
Varios de los antiguos colaboradores de Katt rindieron homenaje al actor. Richard Linklater escribió:
«Nicky sentía un profundo amor por los actores de carácter de la historia del cine, y creo que él se veía a sí mismo de esa manera... Creo que probablemente sobrellenaba todos sus papeles, lo cual lo hace memorable... Esa chispa brillante será extrañada.»
Robert Rodriguez dijo: «Nicky era una verdadera alegría tanto delante como detrás de la cámara. Un verdadero artista. Un amigo.»

## Filmografía
- Snow Angels (2007)
- Monk (2006) - Sargento Brian Sharkey
- Riding the Bullet (2004)
- The Guardian (2003) - Evan Piscarek
- Escuela de Rock (2003)
- Full Frontal (2002)
- Boston Public (2000-2002) - Harry Senate
- Phantoms (1998) - Ayudante de Sheriff Steve Shanning
- Friends (1996) - Arthur
- Kindred: The Embraced (1996) - Starkweather
- Días extraños (1995) - Joey Corto
- Lifestories (1990) - Paul Albertson
- The Facts of Life (1988) - Mark
- V (1984) - Sean Donovan
- Quincy, M.E. (1983) - Jeff Reano
- Trapper John, M.D. (1982) - Scott Spencer
- CHiPs (1981) - Pat McGuire
- Fantasy Island (1980) - Bookie